# Bag Raiders (álbum)
Bag Raiders es el auto-titulado álbum de debut de dúo australiano de electrónica Bag Raiders lanzado digital y físicamente en CD el 1 de octubre de 2010, y en vinilo en 2011. El 10 de octubre de 2010, el álbum debutó en el número 7 en el Australian ARIA Albums Chart. En 2011, fue lanzado exclusivamente en vinilo.

## Lista de canciones
| N.º | Título                           | Duración |  |
| 1.  | «Castles in the Air»             | 3:32     |  |
| 2.  | «Sunlight» (featuring Dan Black) | 4:03     |  |
| 3.  | «Shooting Stars»                 | 3:55     |  |
| 4.  | «So Demanding»                   | 3:44     |  |
| 5.  | «Gone Away»                      | 2:46     |  |
| 6.  | «Prelude»                        | 3:07     |  |
| 7.  | «Not Over»                       | 3:59     |  |
| 8.  | «Snake Charmer»                  | 4:01     |  |
| 9.  | «Always»                         | 3:46     |  |
| 10. | «Golden Wings»                   | 4:44     |  |
| 11. | «Way Back Home»                  | 4:16     |  |

iTunes bonus tracks

| N.º | Título                        | Duración |  |
| 12. | «Heartbeat Away»              | 3:05     |  |
| 13. | «Way Back Home» (Music video) | 3:36     |  |

## Posicionamiento en listas
| Listas (2010-11)              | Mejor posición |
| ----------------------------- | -------------- |
| Alemania (Offizielle Top 100) | 36             |
| Australia (ARIA)              | 7              |